# Ancylolomia holochrea
Ancylolomia holochrea là một loài bướm đêm trong họ Crambidae.